# Companyia d'Àfrica
La Companyia d'Àfrica (Compagnie d'Afrique, nom oficial Compagnie royale du Sénégal, de la côte de Guinée et d'Afrique, però coneguda pel seu nom abreujat) fou una companyia comercial francesa. La Companyia del Senegal va rebre el 1674 privilegi comercial entre el Cap Blanc i el Cap de Bona Esperança, però no fou capaç de complir amb les seves obligacions i el 1681 el privilegi fou transferit a la Companyia d'Àfrica, fundada pel financer parisenc Claude d'Appougny, senyor de Chambreuil, rodejat d'una sèrie d'homes de negocis propers a la cort. En aquest moment els establiments francesos de l'Àfrica occidental estaven formar per quatre establiments i no menys de quatre magatzems comercials:
- Saint Louis del Senegal
- Illa de Gorée
- Albreda (a Gàmbia)
- Ouidah (al modern Benín)

Magatzems: Rufisque (Rio Fresco), Joal, Portudal, Badagry.
Denis Basset va ser designat administrador (1682-1694) però després fou enviat a Gorée. El 1681 el director general Dancourt va voler remuntar el riu fins al país de Galam, junt amb el cirurgià Lemaire, però va fracassar per l'hostilitat dels indígenes. El 1682 el director Louis Moreau de Chambonneau va reprendre l'intent i va arribar al Futa Toro sense arribar al Galam pel motí dels portadors i davant l'amenaça de l'imam Nasir al-Din que predicava a la zona la guerra contra els caps animistes de la costa acusats de comerciar amb els europeus. La companyia d'Àfrica va agafar el nom de Companyia de Guinea el 1685.